# Draksenić
Draksenić (en serbio: Драксенић) es una localidad de la municipalidad de Kozarska Dubica, Republika Srpska, Bosnia y Herzegovina.

## Hechos históricos
Draksenic se encontraba cerca de los campos de Jasenovac y Donja Gradina que se encontraban operativos durante la Segunda Guerra Mundial en el Estado Independiente de Croacia.
La masacre de Draksenic ocurrió el 14 de enero de 1942. años. Fue cometido por las milicias croatas (Ustashas) y miembros de la Guardia Nacional Croata como parte del ataque contra Donja Gradina y Draksenić, matando a 207 residentes de la aldea serbia de Draksenić de manera fría, en su mayoría mujeres y niños. La mayoría de las víctimas fueron asesinadas en una antigua iglesia en este lugar.

## Población
| Composición de la Población - Localidad de Draksenić | Composición de la Población - Localidad de Draksenić | Composición de la Población - Localidad de Draksenić | Composición de la Población - Localidad de Draksenić | Composición de la Población - Localidad de Draksenić | Composición de la Población - Localidad de Draksenić |
| ---------------------------------------------------- | ---------------------------------------------------- | ---------------------------------------------------- | ---------------------------------------------------- | ---------------------------------------------------- | ---------------------------------------------------- |
|                                                      | 2013                                                 | 1991                                                 | 1981                                                 | 1971                                                 | 1961                                                 |
| Total                                                | 571                                                  | 725 (100,0%)                                         | 695 (100,0%)                                         | 782 (100,0%)                                         | 874 (100,0%)                                         |
| Varones                                              | 279                                                  | -                                                    | -                                                    | -                                                    | -                                                    |
| Mujeres                                              | 292                                                  | -                                                    | -                                                    | -                                                    | -                                                    |
| Serbios                                              | 554                                                  | 685 (94,48%)                                         | 645 (92,81%)                                         | 755 (96,55%)                                         | 855 (97,83%)                                         |
| Croatas                                              | 10                                                   | 6 (0,83%)                                            | 11 (1,58%)                                           | 12 (1,54%)                                           | 12 (1,37%)                                           |
| Bosniacos                                            | 1                                                    | 1 (0,14%)                                            | -                                                    | 6 (0,77%)                                            | -                                                    |
| Eslovenos                                            | -                                                    | -                                                    | -                                                    | -                                                    | -                                                    |
| Musulmanes                                           | -                                                    | -                                                    | -                                                    | -                                                    | -                                                    |
| Montenegrinos                                        | -                                                    | -                                                    | -                                                    | -                                                    | -                                                    |
| Macedonios                                           | -                                                    | -                                                    | -                                                    | -                                                    | -                                                    |
| Yugoslavos                                           | -                                                    | 26 (3,59%)                                           | 38 (5,45%)                                           | 8 (1,02%)                                            | 1 (0,11%)                                            |
| Albaneses                                            | -                                                    | -                                                    | -                                                    | -                                                    | -                                                    |
| Ukranianos                                           | -                                                    | -                                                    | -                                                    | -                                                    | -                                                    |
| Húngaros                                             | -                                                    | -                                                    | -                                                    | -                                                    | 3 (0,34%)                                            |
| Otros                                                | -                                                    | 7 (0,97%)                                            | 1 (0,14%)                                            | 1 (0,12%)                                            | 3 (0,34%)                                            |
| Sin declarar                                         | 4                                                    | -                                                    | -                                                    | -                                                    | -                                                    |
| Desconocidos                                         | 2                                                    | -                                                    | -                                                    | -                                                    | -                                                    |